# L'Alcúdia
L'Alcúdia là một thị xã và đô thị ở tỉnh Valencia, Tây Ban Nha. Đô thị này tọa lạc bên tả ngạn sông Xuquer. Diện tích là 5,19 km2, dân số năm 2006 là 11.005 người.
Khu vực này đã được đặt tên theo một nông trại người Moors thế kỷ 13.